# Нарушенная верность
«Нарушенная верность» (оригинальное название — тайск. ชู้) — тайский фильм режиссёра Пиака Постера. В 1972 году получил премию Сарасвати в номинации «Лучший фильм».

## Сюжет
Как-то после сильного шторма собиратель жемчуга Чернг, уже много лет одиноко живущий на безлюдном острове, находит на берегу почти бездыханное тело молодой красивой женщины. Риам скоро приходит в себя, поправляется и волей-неволей становится женой Чернга. Через некоторое время у них рождается дочь Денг.
Проходит семь лет. Уже скоплено много жемчуга, и теперь, выгодно продав его, можно переехать в город. Однажды Чернгу попадает в глаза яд морской водоросли. Впервые Риам отлучается с острова. Ей нужно срочно привезти мужу врача. В городе она встречает своего возлюбленного Тхепа. Сейчас только он может помочь Чернгу. Риам нехотя соглашается взять с собой Тхепа…
Узнав о жемчуге, тот задумывает жестокий план: навсегда ослепить выздоравливающего Чернга, отыскать сокровища и жениться на Риам. Теперь она в его руках. Он может убить Чернга, убить Денг. Так Риам становится сообщницей Тхепа. Чернг разгадывает этот коварный замысел. Совершенно поправившийся, он старательно симулирует слепоту. Чтобы расплатиться с доктором, Чернг предлагает Риам отплыть на лодке к месту, где якобы спрятан мешок с жемчугом. Все трое отправляются в море.
После утомительных бесплодных поисков они решают переночевать на маленьком островке. Там Чернг объявляет сообщникам, что давно разгадал их план и теперь хочет отомстить. Испуганная Риам открывает Чернгу всю правду: семь лет тому назад она пообещала Тхепу стать его женой. Она нарушила верность, и в этом виноват Чернг. Великодушный Чернг решает простить злоумышленников. Но Тхеп пытается убить его. Отчаянная схватка заканчивается победой Чернга. Он оставляет не умеющего плавать Тхепа одного на острове, без пресной воды и пищи. Здесь ему суждено умереть в страданиях и муках.